# Papa-mel-de-faces-brancas

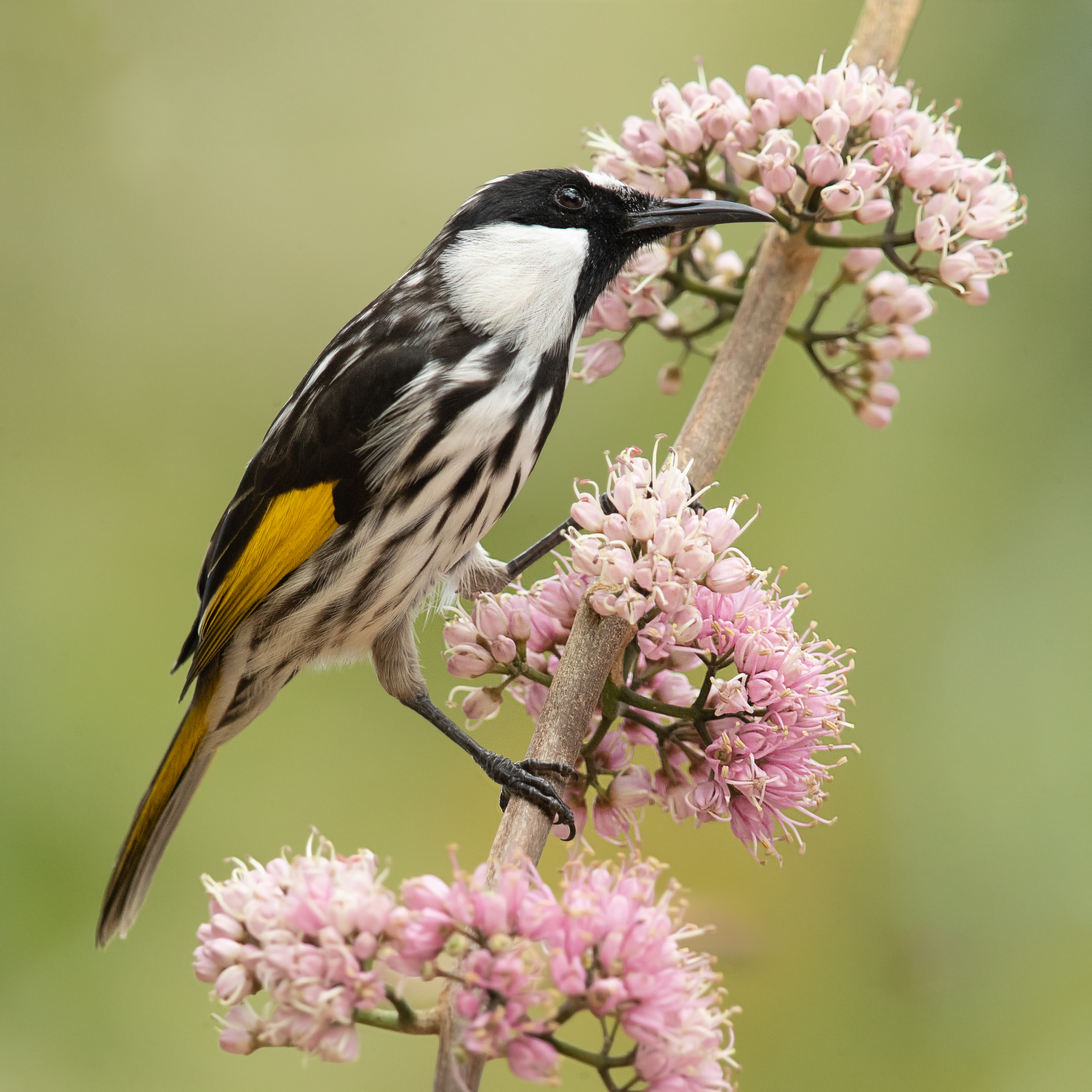
Parque Nacional Hasties Swamp.

O papa-mel-de-faces-brancas (Phylidonyris niger) é uma espécie de melifagídeo que habita a costa leste e o canto sudoeste da Austrália. É caracterizado por uma grande mancha branca na bochecha, olhos marrons e um painel amarelo brilhante na asa.

## Taxonomia
O papa-mel-de-faces-brancas foi formalmente descrito pelo naturalista alemão Johann Matthäus Bechstein em 1811. Ele o classificou junto a outras aves no gênero Certhia, criando o nome binomial Certhia nigra. Sua descrição baseou-se no "L'Héorotaire noir", descrito e ilustrado em 1802 pelo ornitólogo francês Louis Pierre Vieillot. Bechstein especificou a localidade-tipo como "Neuholland", atualmente Sydney, em Nova Gales do Sul. Hoje, o papa-mel-de-faces-brancas é uma das três espécies do gênero Phylidonyris [en], introduzido em 1830 por René Primevère Lesson. O nome genérico Phylidonyris combina Phylédon ou Philédon — termo usado pelo naturalista francês Georges Cuvier em 1817 para as aves atualmente no gênero Philemon [en] — com Cinnyris [en] (Cuvier, 1816), referente aos pássaros-do-sol; o epíteto específico vem do latim niger, que significa "preto".
Duas subespécies são reconhecidas: Phylidonyris niger niger, no leste da Austrália, e P. n. gouldii (Schlegel, 1872), no sudoeste da Austrália Ocidental. Esta última tem uma mancha branca na bochecha mais estreita, um pouco mais de preto no peito e vocalizações distintas, o que pode levar à sua futura classificação como espécie separada.

## Descrição
O papa-mel-de-faces-brancas é um melifagídeo de tamanho médio, preto e branco, com um bico longo e robusto curvado para baixo. Destaca-se pelos grandes painéis amarelo-vivos na cauda e nas asas, além de uma mancha branca conspícua na bochecha, contrastando com a cabeça predominantemente preta. O olho é marrom-escuro, e há uma listra superciliar branca, longa e afilada. Os filhotes apresentam uma abertura bucal e supercílio amarelos, com plumagem acinzentada ou marrom-opaca. É uma ave gregária, ativa e barulhenta, com voo rápido e errático. Mede de 16 a 20 cm de comprimento; os machos pesam entre 15,5 e 25 g, e as fêmeas, entre 15,5 e 20 g.
Suas vocalizações incluem um chamado característico tipo "chwikup, chwikup", uma melodia suave "chippy-choo, chippy-choo" e um "twee-ee-twee-ee" agudo e repetitivo, emitido em voo de exibição durante a temporada de reprodução.

### Espécies semelhantes
O papa-mel-de-olho-branco [en] (Phylidonyris novaehollandiae), é muito semelhante em tamanho, forma e aparência, mas pode ser distinguido pelo olho branco. Outros melifagídeos pretos e brancos, como o  papa-mel-de-ferradura (Phylidonyris pyrrhoptera), o  papa-mel-coroado (Gliciphila melanops) e o papa-mel-de-testa-branca [en] (Purnella albifrons), são bem menores. Apesar da semelhança com o papa-mel-de-olho-branco, há pouca competição entre eles, pois utilizam diferentes locais de pouso e têm temporadas de nidificação distintas.

## Distribuição e habitat
O papa-mel-de-faces-brancas é endêmico do leste e sudoeste da Austrália. Sua distribuição abrange desde o leste da Cordilheira Australiana em Queensland, ao longo da costa de Nova Gales do Sul, rareando ao sul até a Baía de Jervis [en]. Também ocorre no sudoeste da Austrália Ocidental, desde a Baía de Israelite, a leste de Esperance, até o rio Murchison, no Parque Nacional de Kalbarri [en].
Habita geralmente charnecas úmidas, pântanos de Melaleuca e áreas úmidas, além de florestas ou bosques com sub-bosque de charneca. Presente em zonas temperadas e subtropicais, adapta-se a parques, jardins e árvores floridas em ruas ao longo de sua área de ocorrência.

## Comportamento
É majoritariamente residente ou sedentário, com alguns movimentos sazonais nas bordas de sua distribuição.

### Alimentação
Eles alimentam-se principalmente de néctar de flores de espécies como Banksia, Eucalyptus, Grevillea, Callistemon, Epacris, Darwinia (no sudoeste da Austrália Ocidental), Calothamnus e Dryandra. Também coletam insetos na casca ou os capturam no ar, pairando ou investindo. Frequentemente se alimentam em pequenos grupos, de forma ativa e barulhenta, podendo compartilhar locais com o papa-mel-de-olho-branco.

### Reprodução
Formam pares monogâmicos durante a temporada de reprodução, que pode ocorrer em qualquer época do ano, dependendo da disponibilidade de néctar, mas com picos entre agosto e novembro e de março a maio. Os machos defendem territórios reprodutivos, que podem ser mantidos por vários anos, atacando agressivamente outras aves da mesma ou de diferentes espécies durante esse período, exceto parceiros, parentes ou vizinhos residentes conhecidos. Não há muita competição entre o papa-mel-de-faces-brancas e o papa-mel-de-olho-branco, pois eles escolhem locais diferentes para se empoleirar e têm épocas de nidificação diferentes. A fêmea constrói um ninho em forma de taça com gravetos, tiras de casca e outros materiais vegetais, unidos por teias de aranha e forrados com penugem vegetal e pétalas. O ninho é colocado baixo, em galhos bifurcados de árvores ou arbustos, muitas vezes perto do solo, mas bem escondido em folhagem densa ou entre gramíneas sob arbustos e samambaias. A ninhada é de 2 ou 3 ovos, cada um medindo 21 x 15 mm. Os ovos são branco-rosados a bege, com manchas vermelho-castanhas e cinza-ardósia na extremidade maior. A fêmea incuba os ovos por 15 dias, e ambos os pais alimentam os filhotes por mais 15 dias, continuando a cuidá-los por várias semanas após deixarem o ninho.

## Estado de conservação
O papa-mel-de-faces-brancas é classificado como espécie pouco preocupante na Lista Vermelha da IUCN.